# Tokariwka
Tokariwka (ukrainisch Токарівка; russisch Токаревка Tokarewka) ist eine Siedlung städtischen Typs in der ukrainischen Oblast Mykolajiw mit etwa 2000 Einwohnern (2014).

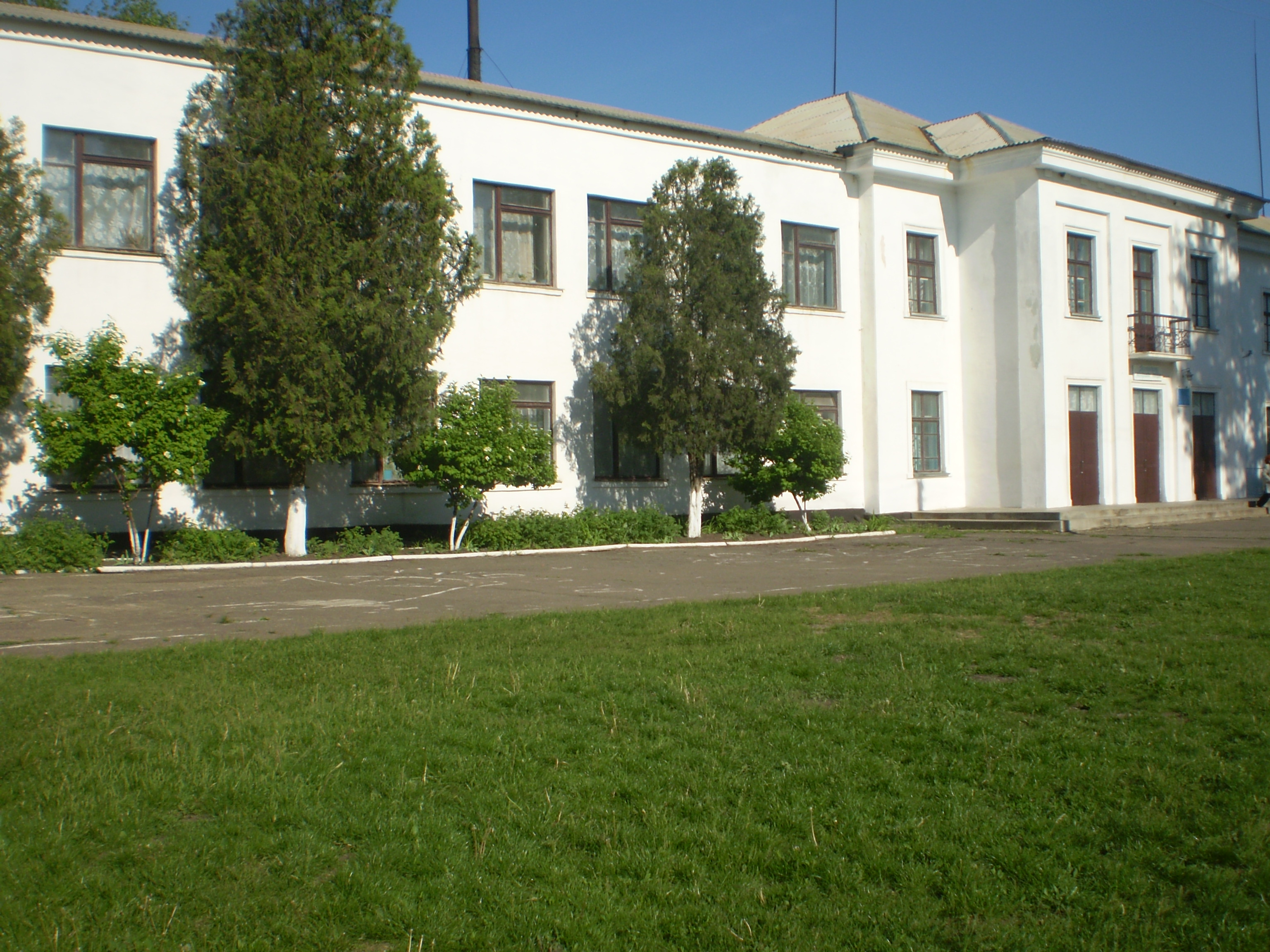
Gebäude im Ort

Tokariwka liegt an der Territorialstraße T–15–06 im Rajon Wosnessensk 96 km nordwestlich vom Oblastzentrum Mykolajiw und 23 km westlich vom ehemaligen Rajonzentrum Wesselynowe. Er ist ein Eisenbahnknotenpunkt an der Bahnstrecke Bachmatsch–Odessa.
Das im Jahr 1910 als Kolossiwka (Колосівка) gegründete Dorf wurde 1920 nach dem bolschewistischen Landvermesser Kudrjazew/Кудрявцев, der im Ort tätig war, in Kudrjawziwka (ukrainisch Кудрявцівка; russisch Кудрявцевка/Kudrjawzewka) umbenannt und erhielt am 14. September 1976 den Status einer Siedlung städtischen Typs. Im Zuge der Dekommunisierung der Ukraine wurde Kudrjawziwka zum 19. Mai 2016 auf den Namen Tokariwka (zu Ehren des ukrainischen Soldaten Witalij Tokar/Віталій Токар) umbenannt.
Am 8. September 2016 wurde die Siedlung ein Teil der neugegründeten Siedlungsgemeinde Wesselynowe, bis dahin bildete sie zusammen mit den Dörfern Bondariwka (Бондарівка), Mychajliwka (Михайлівка), Nowomykolajiwka (Новомиколаївка), Nowopawliwka (Новопавлівка), Woroniwka (Воронівка) und Wynohradiwka (Виноградівка) die gleichnamige Siedlungsratsgemeinde Tokariwka (Токарівська селищна рада/Tokariwska selyschtschna rada) im Nordwesten des Rajons Wesselynowe.
Am 17. Juli 2020 kam es im Zuge einer großen Rajonsreform zum Anschluss des Rajonsgebietes an den Rajon Wosnessensk.